# Complex de supercúmuls Peixos-Balena

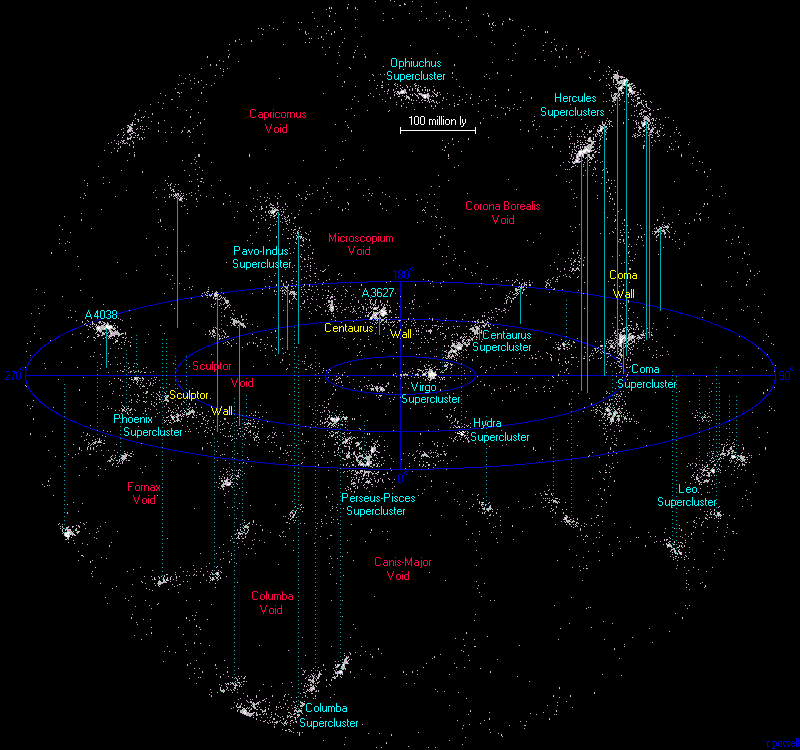
El complex de supercúmuls Peixos-Balena es troba al centre de la imatge, envoltat per altres filaments de galàxies, grans muralles i altres supercúmuls

El complex de supercúmuls Peixos-Balena  és un complex format per supercúmuls de galàxies o filaments galàctics, que inclou el supercúmul de la Verge (el supercúmul en què es troba el Grup Local que inclou la Via Làctia).

## Descobriment
L'astrònom R. Brent Tully de l'Institut d'Astronomia de la Universitat de Hawaii va identificar el complex el 1987.

## Extensió
El complex de supercúmuls Peixos-Balena s'estima en al voltant de 1.000 milions d'anys llum de llarg i 150 milions d'anys llum d'amplada. És una de les majors estructures identificades fins ara a l'univers; tot i això, la Gran Barrera d'Hèrcules-Corona Boreal el supera amb els seus 10.000 milions d'anys llum de llarg.
El complex està compost per prop de 60 supercúmuls i s'estima que té una massa total de 1018  masses solars. Segons el seu descobridor, el complex es compon de 5 parts:
1. El supercúmul Peixos-Balena
2. La cadena Perseu-Pegasus, que inclou el supercúmul Perseu-Peixos
3. La cadena Perseu-Peixos
4. La Regió de l'Escultor, que inclou el supercúmul de l'Escultor i els supercúmuls d'Hèrcules
5. La cadena de Verge-Hidra-Centaure que inclou el supercúmul de la Verge i el supercúmul Hidra-Centaure.

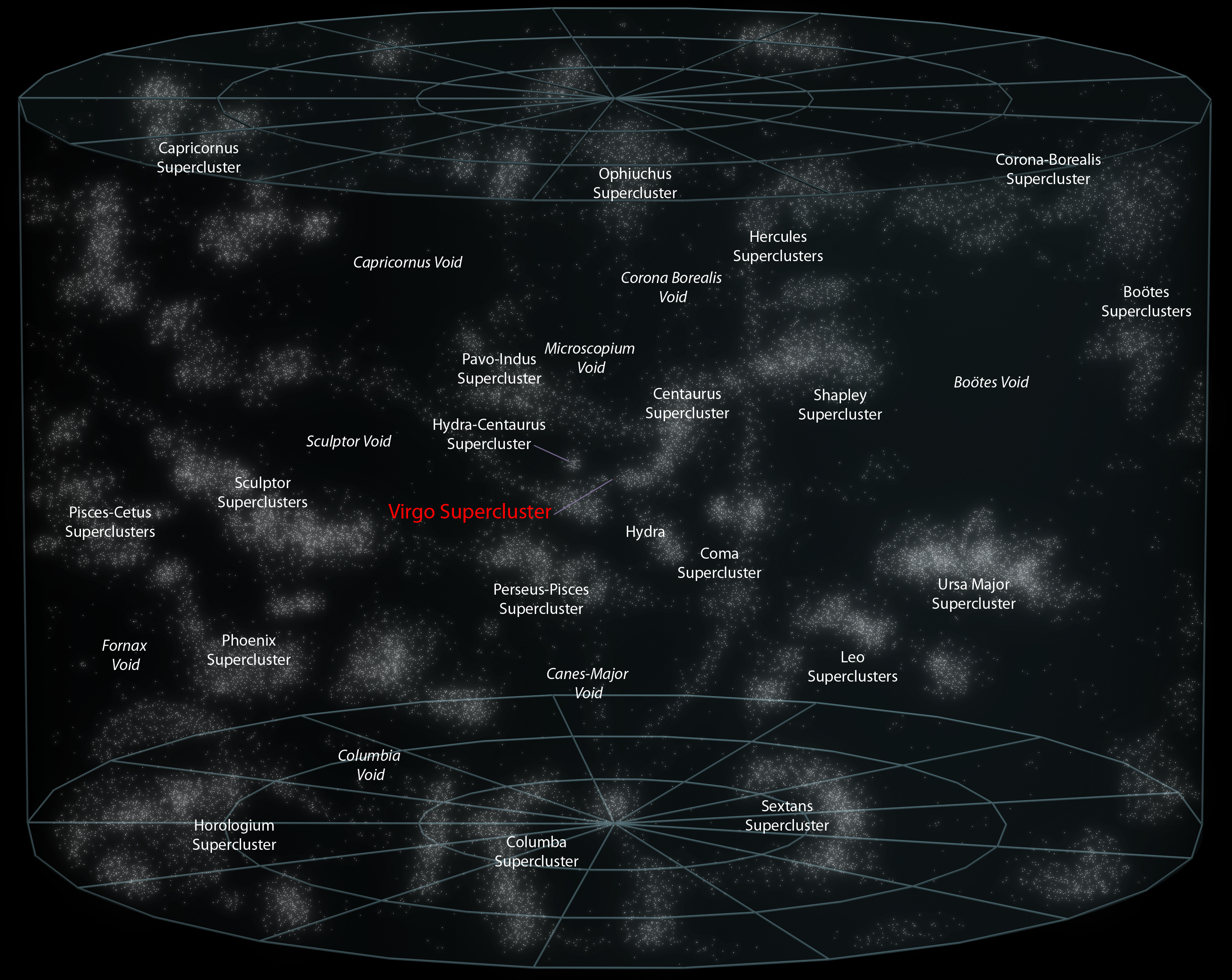
Mapa dels supercúmuls que es troben més propers al nostre supercúmul local, el supercúmul de la Verge